# Atletica leggera ai Giochi della XXVIII Olimpiade - 400 metri piani femminili

Video della Finale (telecronaca in francese)

Video della Finale (telecronaca in inglese)

La competizione dei 400 metri piani femminili è stata una delle 23 gare previste nel programma di atletica leggera femminile ai Giochi della XXVIII Olimpiade svoltisi ad Atene nel 2004.

## Presenze ed assenze delle campionesse in carica
| Competizione         | Atleta             | Prestazione | Atene 2004  |
| -------------------- | ------------------ | ----------- | ----------- |
| Olimpiadi 2000       | Cathy Freeman      | 49”11       | Ritir. 2001 |
| Commonwealth 2002    | Aliann Pompey      | 51”63       | Presente    |
| Europei 2002         | Olesja Zykina      | 50”45       | Non selez.  |
| Coppa del mondo 2002 | Ana Guevara        | 49”56       | Presente    |
| Asiatici 2002        | Damayanthi Dharsha | 51”13       | Presente    |
| Panamericani 2003    | Ana Guevara        | 50”36       | Presente    |
| Africani 2003        | Fatou Bintou Fall  | 51”38       | Presente    |
| Mondiali 2003        | Ana Guevara        | 48”89       | Presente    |
|                      |                    |             |             |
| Mondiali junior 2000 | Jana Pittman       | 52”45       | 400 hs      |

1. ↑  Sotto la bandiera del Messico.

## La gara
Da questa edizione dei Giochi la competizione si svolge su tre turni invece di quattro. Dalle batterie si passa direttamente alle semifinali, che si disputano con 24 atlete, cioè su tre turni.
Delle tre semifinali, la più veloce è la terza, vinta da Monique Hennagan in 49"88. Ana Guevara vince la prima (50"15) battendo in volata Christine Amertil (50"17). La seconda è appannaggio di Tonique Williams (50"00).
La finale non presenta una chiara favorita.
All'uscita dell'ultima curva è in testa Tonique Williams (corsia 4). Ana Guevara la rimonta (corsia 3), ma negli ultimi metri si contrae troppo e la sua corsa si scompone, mentre la Williams riesce a mantenere un movimento naturale e va a vincere.
Tonique Williams è la prima atleta (sia maschile che femminile) delle Bahamas a vincere l'oro olimpico in una gara individuale.

## Risultati

### Turni eliminatori
| 6 Batterie   | 21 agosto | 42 partenti   | Si qualificano le prime 3 + i 6 migliori tempi. |
| 3 Semifinali | 22 agosto | 8 + 8 +8      | Si qualificano le prime 2 + i 2 migliori tempi. |
| Finale       | 24 agosto | 8 concorrenti |                                                 |

### Finale
Stadio olimpico, martedì 24 agosto, ore 22:40.
| Pos | Paese       | Atleta            | Tempo |
| --- | ----------- | ----------------- | ----- |
|     | Bahamas     | Tonique Williams  | 49"41 |
|     | Messico     | Ana Guevara       | 49"56 |
|     | Russia      | Natal'ja Antjuch  | 49"89 |
| 4   | Stati Uniti | Monique Hennagan  | 49"97 |
| 5   | Stati Uniti | DeeDee Trotter    | 50"00 |
| 6   | Stati Uniti | Sanya Richards    | 50"19 |
| 7   | Bahamas     | Christine Amertil | 50"37 |
| 8   | Russia      | Natal'ja Nazarova | 50"65 |